# Відпуст
Відпуст (грец. απολυσις) - у Православ’ї це сооблива молитва, яка читається на закінчення богослужіння священником, стоячи на амвоні обличчям до людей. Часто при відпусті священник або єпископ благословляє людей.
Розрізняють два види відпустів - великий і малий. Великий відпуст вживається під час Літургії, Великої Вечірні та Утрені (якщо вона відбувається в неділю або на свято, яке містить читання Євангелія у вранішній службі).
Відпуст таком може містити частини, специфічні для поточного дня тижня, свята або певного періоду богослужбового циклу, самої служби, або ж святого, в честь якого побудовано храм.